# Brosno

Brosno är en sjö i Rysslands europeiska del i oblast Tver, nära staden Andreapol. Den största djupet är 43 meter.
Brosnodraken (ryska: Brosnija) är ett sjöodjur som sägs leva i sjön. Den finns omtalad från åtminstone 1200-talet fram tills idag.